# El hijo de Lamberto Quintero
El hijo de Lamberto Quintero es una película de drama y acción mexicana de 1990, dirigida por Mario Hernández y protagonizada por Antonio y Pepe Aguilar. Fue filmada en locaciones de Zacatecas, México.

## Trama
Tras la muerte de Don Lamberto Quintero, su hijo, Lamberto Quintero Jr., hereda todo su poder y sus negocios. Ahora, el hombre tiene una gran responsabilidad: hacer valer su autoridad y suplantar correctamente a su padre. Sin embargo, la mafia no está conforme con esta decisión e intentará a toda costa acabar con el muchacho, con el fin de quedarse con sus negocios. Es así como empieza una guerra constante, llena de odio, rencor, y sobre todo traición. ¿Logrará Lamberto Quintero Jr. acabar con sus enemigos y tomar venganza del fallecimiento de su padre?

## Reparto
- Antonio Aguilar
- Pepe Aguilar
- Alejandro Parodi
- Héctor Gómez
- Antonio Medellin
- Salvador Sánchez
- Claudia Ramírez
- Manuel Ojeda
- Diana Golden
- Roberto Cobo
- Luis Bayardo
- Jorge Fegán
- José Luis Caro
- Karla Barahona